# Дворищанський парк
Дворища́нський парк — парк-пам'ятка садово-паркового мистецтва місцевого значення в Україні. Розташований на території Хорошівської селищної громади Житомирського району Житомирської області, в селі Дворище.
Площа — 1,5 га, статус отриманий у 1998 році. Перебуває у віданні: Дворищанська загальноосвітня школа.